# 小東荘駅
座標: 北緯39度3分48秒 東経117度28分48秒 / 北緯39.06333度 東経117.48000度
小東荘駅（しょうとうそうえき）とは中華人民共和国天津市東麗区に位置する天津地下鉄9号線の駅である。

## 駅構造
- 相対式ホーム2面2線を有する高架駅。

## 駅周辺
- 悦盛園

## 歴史
- 2006年3月1日 - 開業。

## 隣の駅
- ■9号線

東麗開発区駅 - 小東荘駅 - 軍糧城駅